# St. Castor (Karden)

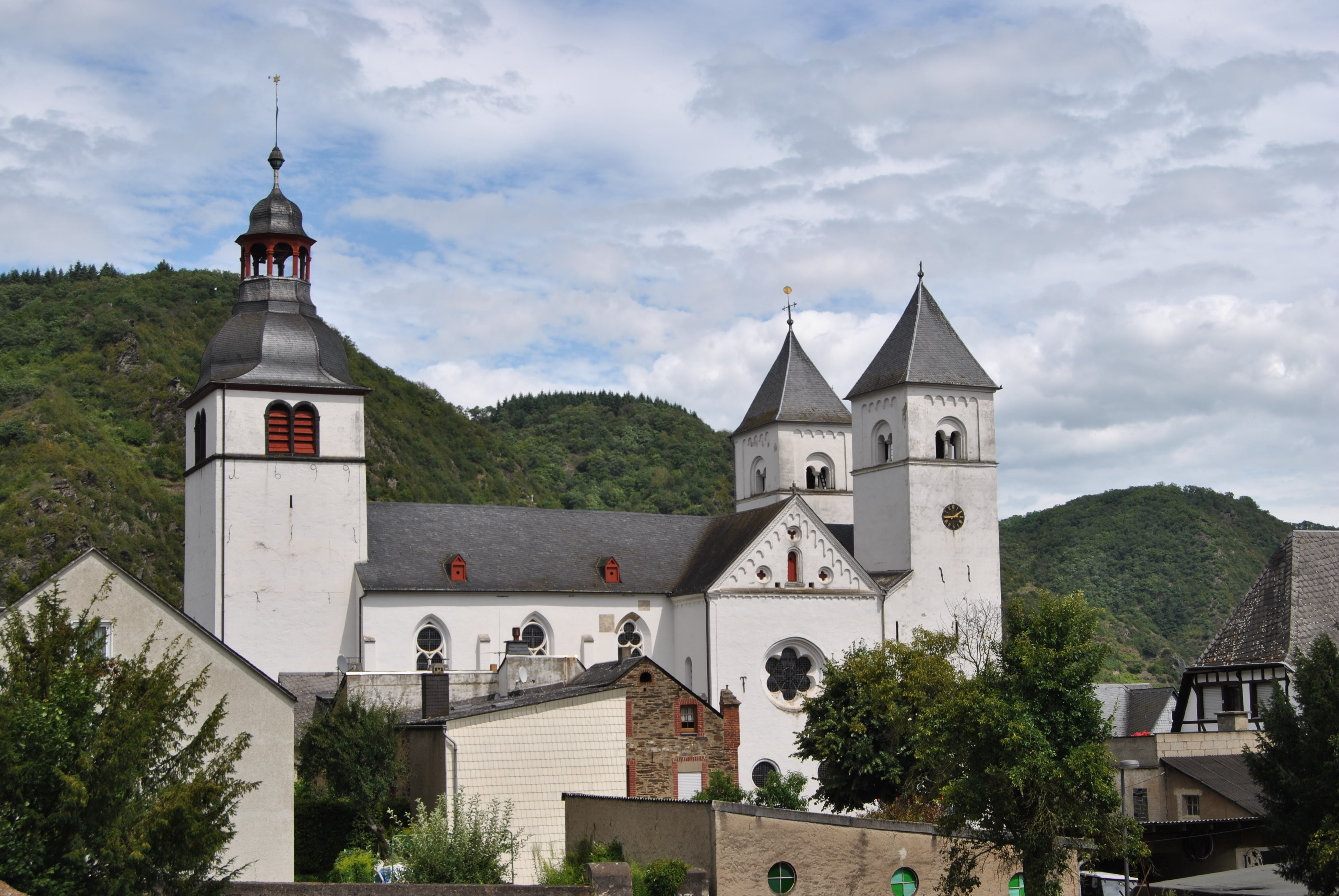
Stiftskirche St. Castor in Karden

St. Castor ist eine romanische frühere Stiftskirche in Karden an der Mosel. Die römisch-katholische Pfarrkirche wird auch als „Moseldom“ bezeichnet und ist die bedeutendste Kirche an der Mosel zwischen Trier und Koblenz. Ein Museum im Stiftsherrenbau am ehemaligen Kreuzgang erinnert an die Vergangenheit des Ortes sowie die keltischen und spätantiken Anlagen auf dem Martberg.

## Geschichte

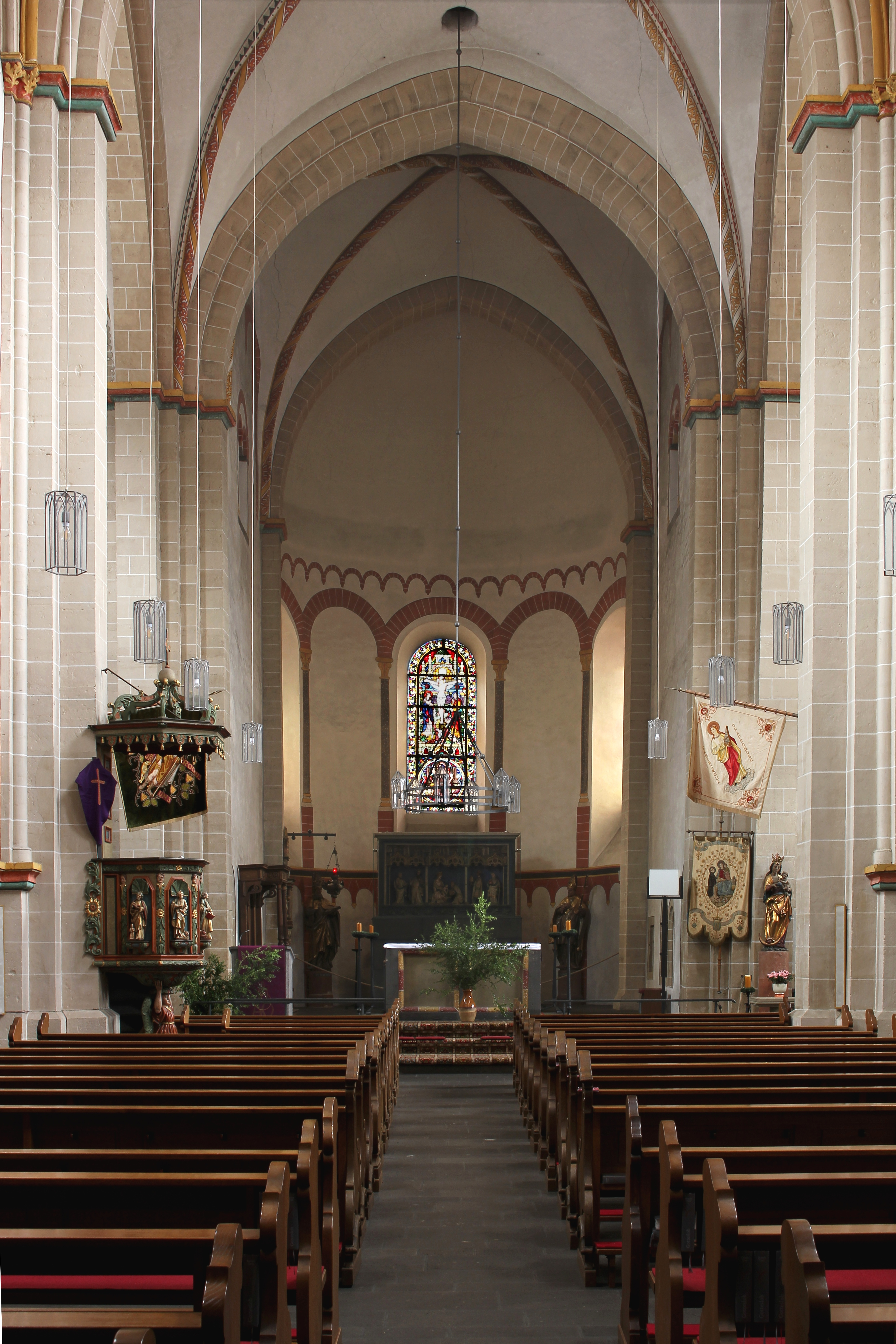
Blick vom Kirchenschiff in den Ostchor

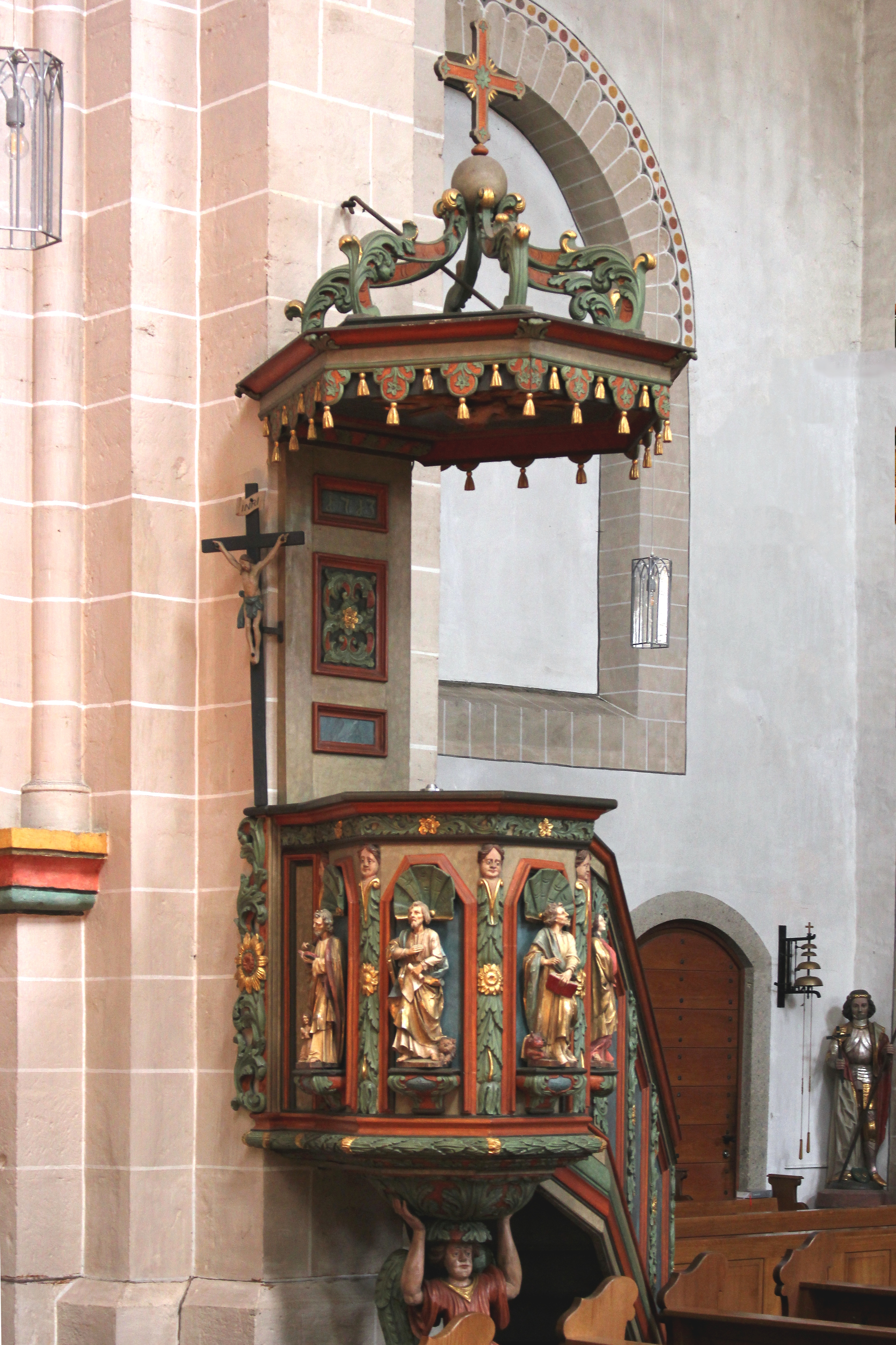
Kanzel

Schon in römischer Zeit befand sich in Karden (Vicus Cardena) eine kleine Ansiedlung von Töpfern sowie anderen Handwerkern und Händlern. Der Ort, der bereits sehr früh im 5. Jahrhundert durch den Geographen von Ravenna als „Cardena“ belegt ist, lag günstig an zwei wichtigen Verkehrswegen: der Mosel als regional bedeutsamem Wasserweg und einer Nord-Süd-Straße aus dem Gebiet um Kastellaun in den Mayener Raum, die an dieser Stelle die Mosel querte. Oberhalb von Karden lagen das einstige keltische Oppidum und der römische Tempelbezirk Martberg, in dem wohl vorwiegend der Gott Mars Lenus verehrt wurde und dessen Besuchern und Pilgern die Handwerker in Cardena ihre wirtschaftliche Existenz verdankten.
Castor von Karden († um 400), ein vermutlich aus Aquitanien stammender Schüler des Trierer Bischofs Maximin, wirkte hier im vierten Jahrhundert mit einigen Gefährten in einer frühen christlichen Gemeinschaft als Priester. Nach seinem Tod wurde Castor im heutigen Stiftsbezirk begraben; seine ursprünglich unter einem hölzernen Memorialbau angelegte gemauerte Gruft wurde bei Ausgrabungen im nördlichen Kreuzhof vor dem Stiftsherrenbau entdeckt. Wahrscheinlich entwickelte sich hier bereits in merowingischer Zeit ein frühes Priesterkollegium, aus dem im Hochmittelalter das bis 1802 bestehende Kollegiatstift hervorging. Am 11. November 836 kam ein Teil der Gebeine des heiligen Castor von Karden in die Kastorkirche von Koblenz, der andere Teil wurde in die Kirche neben dem Memorialbau in Karden überführt. In spät- und nachmittelalterlicher Zeit wurde ein kleiner Teil der Reliquien des Castor von Karden im sogenannten Castorschrein aufbewahrt; während der Französischen Revolution gingen sie verloren. Dieser Holzschrein aus dem 15. Jahrhundert befindet sich in der Stiftskirche. Anfang des 19. Jahrhunderts kehrten drei Reliquienpartikel aus St. Kastor in Koblenz nach Karden zurück und wurden in einem kleineren Behältnis wieder im historischen Castorschrein deponiert.
Karden war im Mittelalter Zentrum eines Archidiakonats. Der im Haus Korbisch residierende Propst des Stiftes war in Personalunion einer der ursprünglich vier, später fünf Archidiakone des Erzbistums Trier und unterstützte den Trierer Erzbischof bei der Verwaltung des weltlichen Territoriums des Erzbistums. Nach der französischen Revolution wurde das Kollegiatstift 1802 aufgehoben und sein Grundeigentum und die meisten der umfangreichen Besitzungen versteigert.

## Baugeschichte
An der Stelle der späteren St.-Castor-Kirche standen bereits in römischer Zeit einige – allerdings wohl profane – Gebäude, die offenbar vom 1. bis zum 4. nachchristlichen Jahrhundert erbaut und genutzt wurden. In merowingischer/fränkischer Zeit wurde an dieser Stelle ein umfangreicher Friedhof angelegt, von dem bei Ausgrabungen zwischen 1965 und 1970 am Lindenplatz, im Kreuzhof sowie in St. Castor etwa 200 meist beigabenlose Bestattungen freigelegt werden konnten. Die ältesten dieser Gräber können ins frühe 6. Jahrhundert datiert werden: ein aufgefundenes frühchristliches Grabsteinbruchstück eines Mädchens „Imina“ stammt aus dem 7. oder frühen 8. Jahrhundert.
Spätestens in karolingischer Zeit wurde die erste an dieser Stelle nachgewiesene Kirche erbaut: eine dreischiffige Basilika mit halbrunder, gestelzter Apsis von über 25 Meter Länge und fast 15 Meter Breite. Über deren Fundamenten wurde 1186 mit dem Bau des romanischen Chors mit Apsis, Flankentürmen und Querhaus der heutigen Kirche begonnen. Das etwas später entstandene Langhaus zeigt hingegen schon Merkmale der frühen Gotik. Die ersten fünf Geschosse des Westturms entstanden wahrscheinlich bereits früher um 1120. Das sechste Geschoss mit dem durch ein Gesims abgesetzten Glockengeschoss wurde 1699 aufgebaut und mit einer welschen Haube abgeschlossen.

## Hochaltar
Das Retabel des Hochaltars aus der Zeit um 1425–1430 mit einer Darstellung der Anbetung der Könige ist ein aus Ton geformter und gebrannter Schrein, nach oben von einem sechsteiligen Maßwerk abgeschlossen und durch zwei schmale Säulen in drei Felder unterteilt. Die Felder beinhalten sechs ebenfalls aus Ton gebrannte frei stehende Figuren; in der Mitte die Gottesmutter Maria mit dem Jesuskind, das sich dem knienden König Balthasar und seiner Gabe zuwendet, links König Melchior und der Apostel Petrus sowie rechts König Kaspar und der Apostel Paulus. In früherer Zeit enthielt die Gruppe zusätzlich eine Statue des heiligen Castor. Die beiden stehenden Könige sind etwa 70 Zentimeter hoch, Maria und die Apostelfiguren etwa 65 Zentimeter. Das sechsteilige Maßwerk wird von vier kleinen Baldachinen begrenzt bzw. unterbrochen. Unter den Baldachinen stehen auf Konsolen vier etwa 20 Zentimeter hohe Prophetenfiguren mit Spruchbändern.

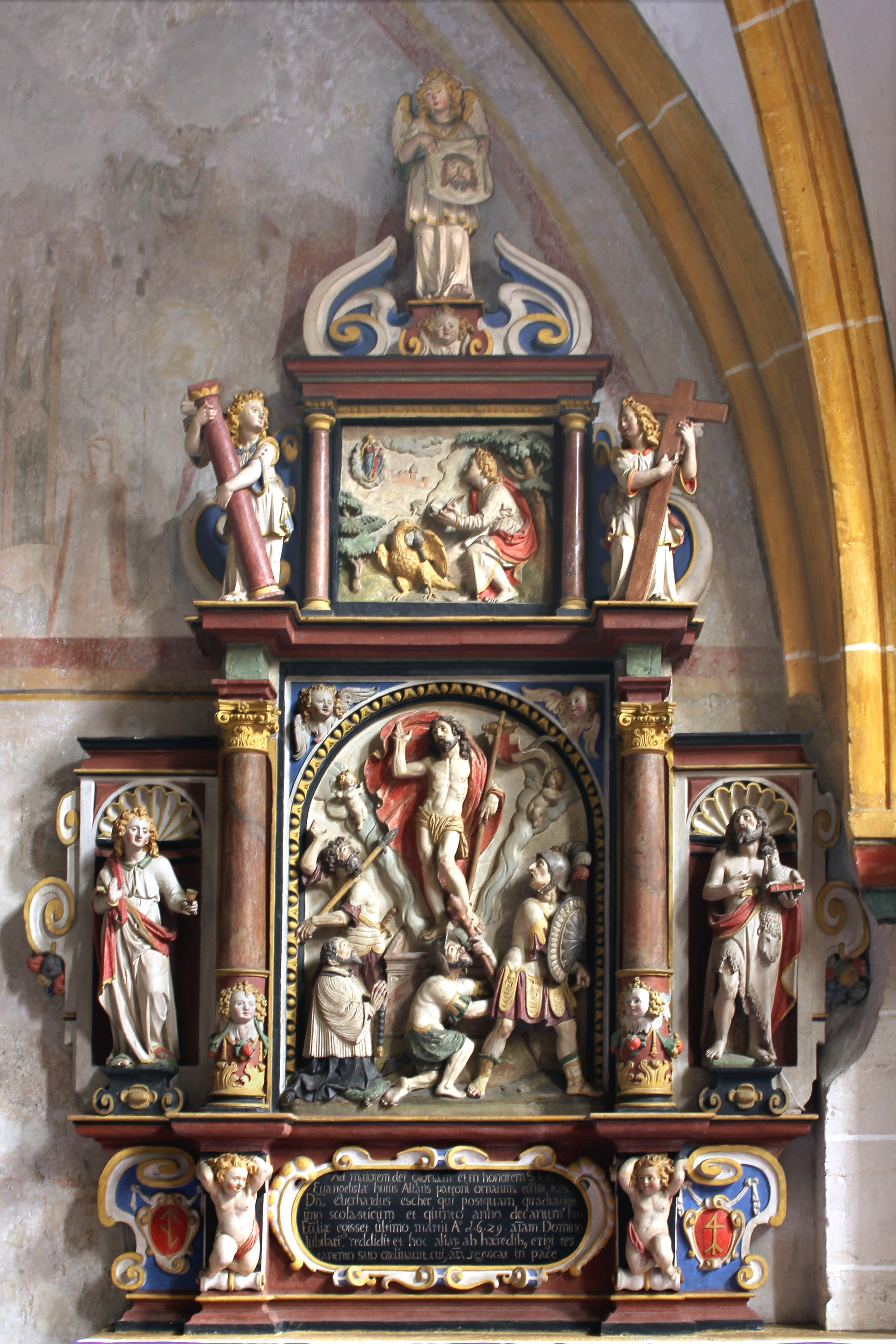
Johannesaltar
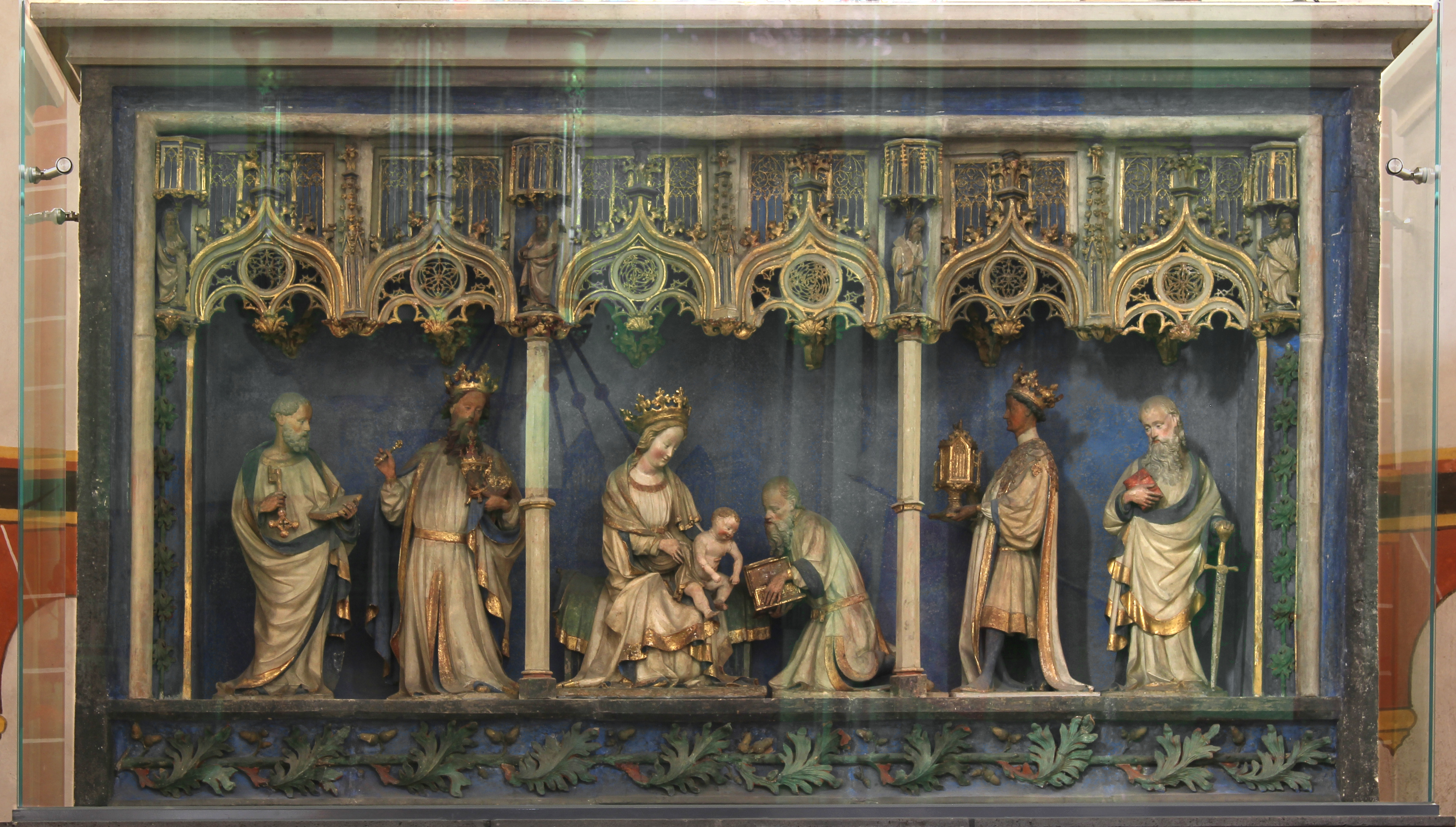
Retabel des Hochaltars
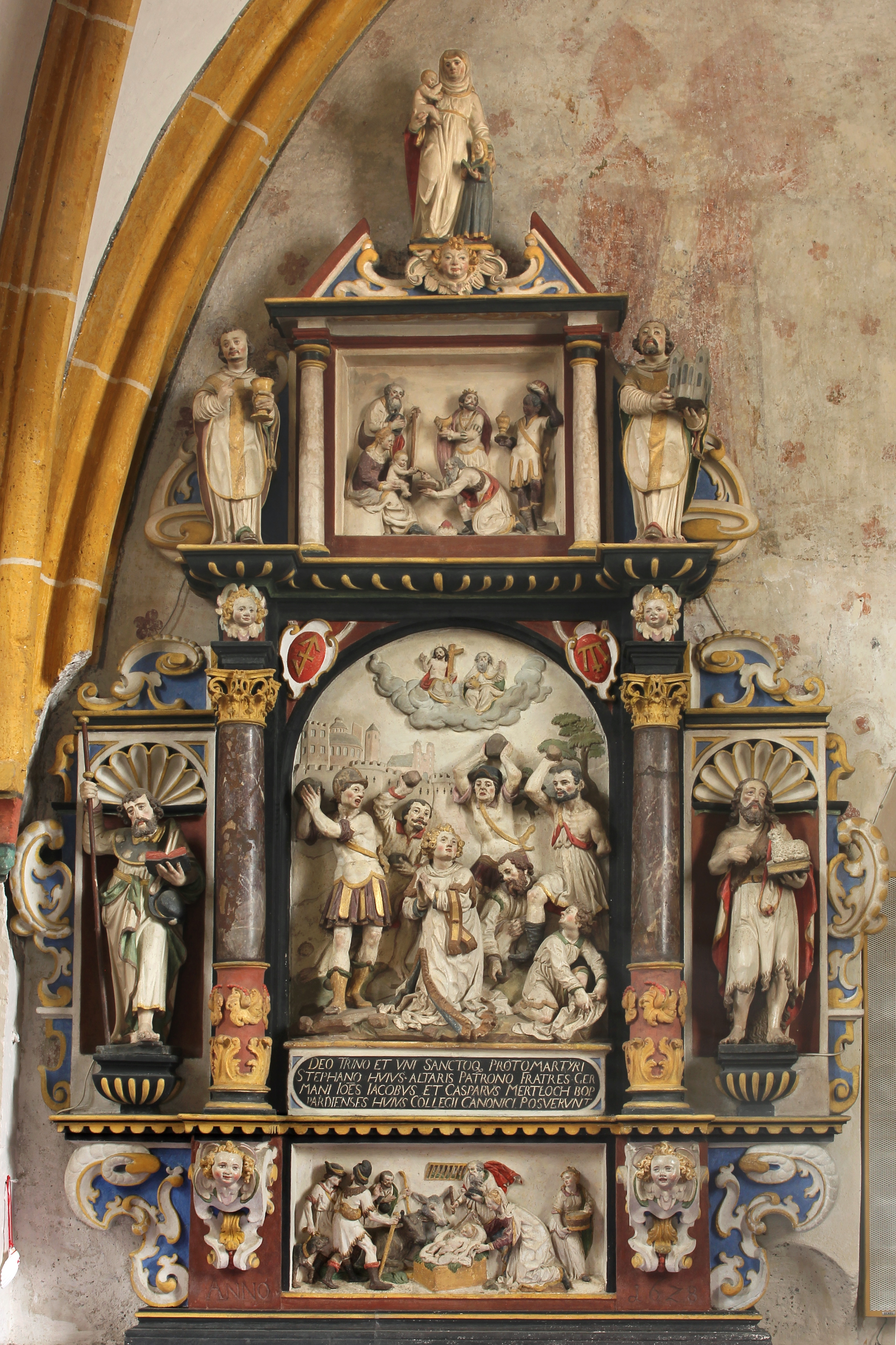
Stephanusaltar

Der aus dem frühen 14. Jahrhundert stammende Altartisch, auf dem das Retabel ursprünglich stand, wurde 1965 wiederentdeckt, restauriert und in die Vierung vorgezogen. Vermutlich seit dem 19. Jahrhundert stand er in einer Holzverkleidung. Laut einer Urkunde, die sich im Sepulcrum, der Reliquienkammer, fand, war er 1321 am dritten Sonntag nach Ostern geweiht worden.

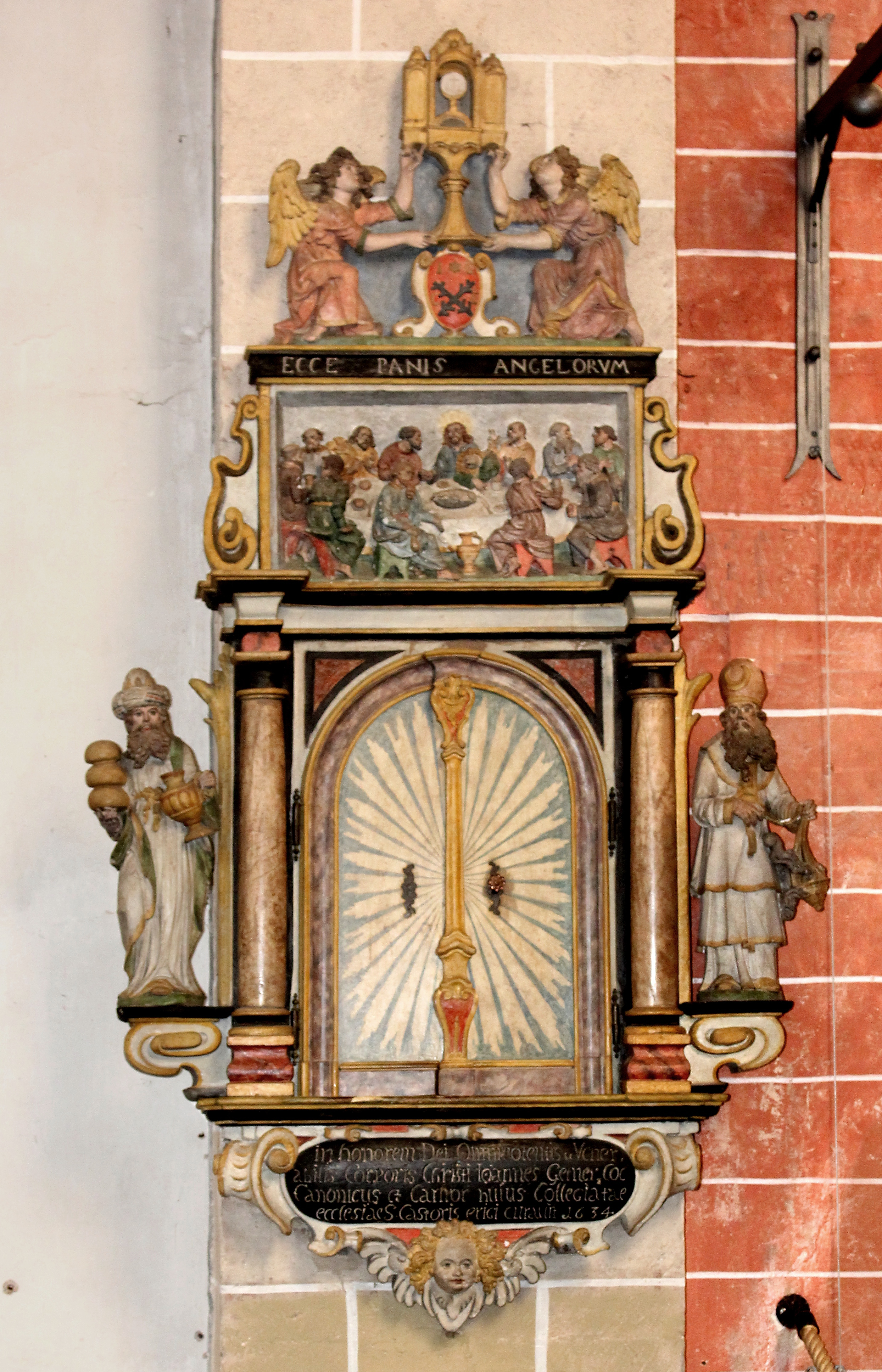
Tabernakel

In die Wand links vom Hochaltar ist eine Sakramentsnische mit einer vorgesetzten, 2,26 Meter hohen und 1,25 Meter breiten Architektur aus Kalkstein eingelassen. Laut Inschrift wurde dieser kunstvoll gestaltete Tabernakel 1634 von dem Kanoniker und Kantor Gemer aus Cochem gestiftet. Seine rundbogige Öffnung ist mit einer doppelflügeligen Tür verschlossen und wird von Marmorsäulen flankiert. In einem Relief über der Öffnung, das wie die übrigen Teile farbig gefasst ist, ist das Abendmahl Jesu mit den Aposteln dargestellt, darüber zwei Engel, die eine Monstranz halten. Auf einem Podest neben der linken Säule steht Melchisedek mit Broten und Weinkanne, links Aaron mit einem Räuchergefäß.

## Seitenaltäre
An den Durchgängen zum Querschiff stehen links und rechts beziehungsweise nördlich und südlich zwei gleichartige Seitenaltäre aus Kalkstein, die 1628 und 1629 gestiftet wurden. Beide Altäre waren lange Zeit mit grauer Ölfarbe überstrichen, bis sie 1956 freigelegt und nach Resten der alten Farben neu gefasst wurden. Es ist nicht bekannt, welcher Bildhauer die beiden Altäre geschaffen hat. Die kunsthistorische Forschung nimmt allerdings an, dass es eine Trierer Werkstatt in der Nachfolge des berühmten Bildhauers Hans Ruprecht Hoffmann war.

### Stephanusaltar
Der rechte Seitenaltar zeigt als zentrales Bild in einem figurenreichen Relief die Steinigung des heiligen Stephanus und daneben in Muschelnischen links den heiligen Jakobus den Älteren und Johannes den Täufer. Die Predella zeigt eine lebhafte Darstellung der Anbetung der Hirten, während das Relief im oberen Teil des Altaraufbaus die Anbetung der Könige enthält, flankiert von Johannes dem Evangelisten und dem heiligen Castor mit einem Modell der ihm geweihten Kardener Castorkirche. Bekrönt wird der Altar von einer Gruppe der heiligen Anna selbdritt.

### Johannesaltar
Zentrales Bild des Johannesaltars auf der linken beziehungsweise nördlichen Seite ist ein Relief der Auferstehung Jesu Christi mit den für die Szene üblichen Grabwächtern und außerdem einem knienden Dechanten, der zu dem Auferstandenen emporblickt und ihn anbetet. Es handelt sich um Eberhard Escher, der die Stiftung des Altarretabels testamentarisch veranlasst hatte, wie die Inschrift ausführt. Links neben dem Relief steht Johannes der Evangelist mit Becher, aus dem er Gift trinken sollte, das aber unwirksam wurde, als er das Kreuzzeichen darüber machte. Rechts steht Johannes der Täufer. Das obere Relief zeigt den Evangelisten mit seinem Symbol, dem Adler, daneben Engelsfiguren, die die Säule halten, an die Jesus zur Geißelung gekettet war, und das Kreuz. Ein Engel in der Bekrönung des Altars hält das Schweißtuch der Veronika mit dem Abbild von Jesu Gesicht.

## Orgel

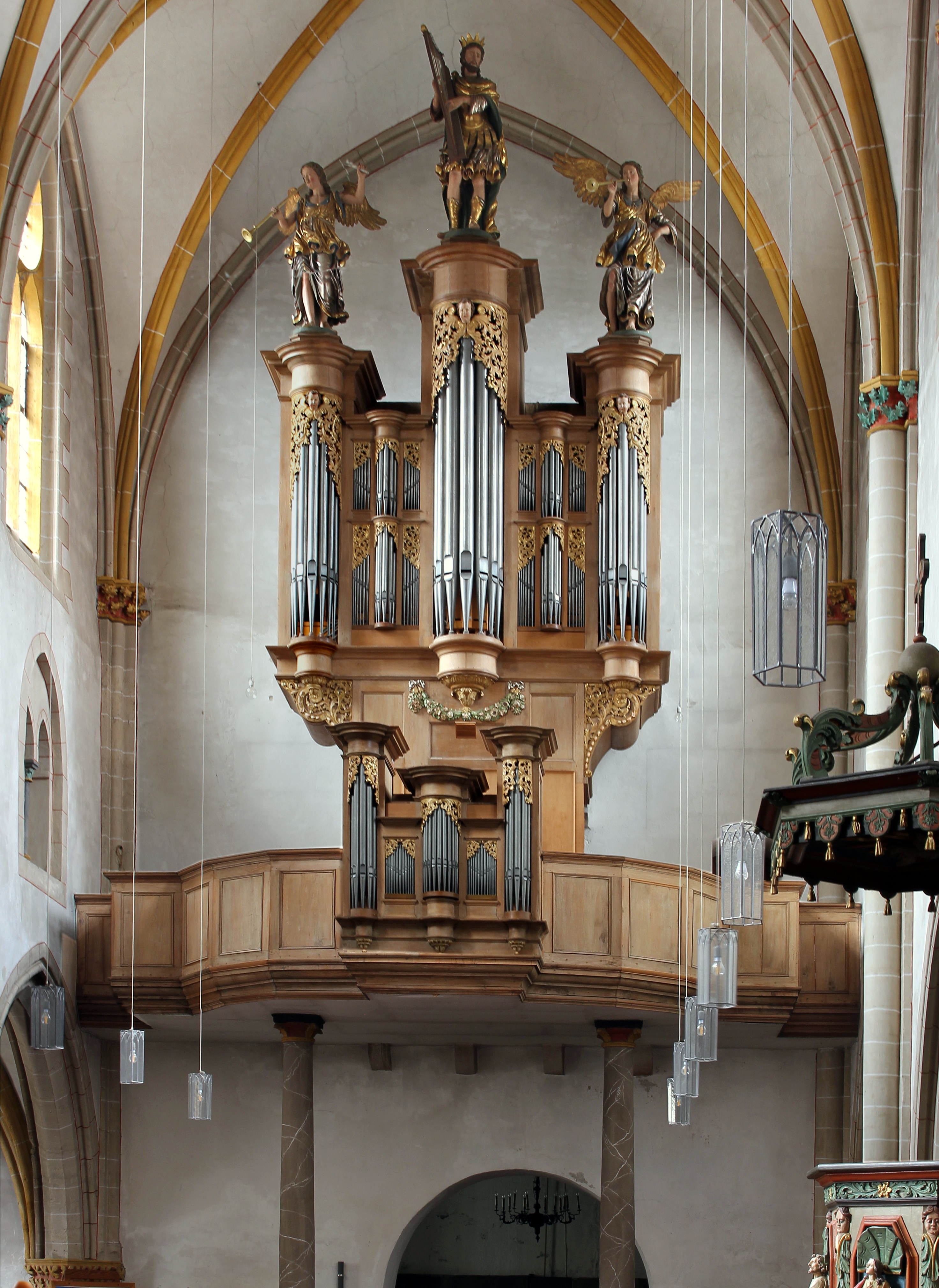
Stumm-Orgel aus dem Jahr 1728

Bereits im 14. Jahrhundert gab es in St. Castor eine Orgel. Die heutige Barock-Orgel schuf 1728 der Orgelbauer Johann Michael Stumm mit drei Manualen, Pedal und 30 Registern. 1763 wurden von Theodor Claus aus Cochem auf leergelassenen Schleifen Posaune 16' und Cromhorn 8' ergänzt. L. Bröcher aus Merzig tauschte 1901 einige Register aus und passte das Instrument dem Zeitgeschmack an. 1935 wurde die Orgel durch Hans Klais einem Totalumbau unterzogen: Der Unterbau des Gehäuses mit dem Echowerk und dem Spielschrank wurde entfernt und ein moderner Spieltisch mit elektrischer Traktur seitlich aufgestellt, so dass der Kirchenchor genügend Platz fand. Wegen des Ausbruchs des Zweiten Weltkriegs konnte der Umbau nicht mehr beendet werden und das Rückpositiv blieb mechanisch, aber stumm.
Zwischen 1963 und 1973 erfolgte die Wiederherstellung des Instruments durch Orgelbau Klais. Das Untergehäuse und die Spielanlage wurden dabei neu gebaut; die Manualwindladen von Stumm konnten wiederverwendet werden, die Pedalwindlade wurde mit 29 Tönen neu hergestellt. 2009 bis 2010 wurden von dem Orgelbauer Krawinkel (Trendelburg/Deisel) Reparaturen und Schimmelbekämpfungsmaßnahmen vorgenommen. Die Orgel hat heute 32 Register auf drei Manualen und Pedal. Acht Register von Stumm sind vollständig, weitere sieben Register teilweise erhalten.
| I Rückpositiv CD–c3 |                     |       |
| 1.                  | Hohlpfeiff          | 8′    |
| 2.                  | Diskantflöt (ab c1) | 8′    |
| 3.                  | Principal           | 4′    |
| 4.                  | Rohrflöte           | 4′    |
| 5.                  | Octava              | 2′    |
| 6.                  | Quint               | 1 ⁄3′ |
| 7.                  | Mixtur III          |       |
| 8.                  | Cromhorn            | 8′    |
| 9.                  | Vox humana          | 8′    |
|                     | Tremulant           |       |

| II Hauptwerk CD–c3 |                    |        |
| 10.                | Großgedackt        | 16′    |
| 11.                | Principal          | 8′     |
| 12.                | Hohlpfeiff         | 8′     |
| 13.                | Viola di gamba     | 8′     |
| 14.                | Octava             | 4′     |
| 15.                | Flöt               | 4′     |
| 16.                | Quint              | 2 ⁄3′  |
| 17.                | Superoctava        | 2′     |
| 18.                | Tertz              | 1 3⁄5′ |
| 19.                | Quintflöte         | 1 ⁄2′  |
| 20.                | Cornett IV (ab c1) |        |
| 21.                | Mixtur IV          | 1'     |
| 22.                | Trompet B+D        | 8′     |
| 23.                | Clarin             | 4′     |

| III Echowerk CD–c3 |            |       |
| 24.                | Hohlpfeiff | 8′    |
| 25.                | Rohrflöte  | 4′    |
| 26.                | Salicional | 2′/4′ |
| 27.                | Octava     | 2′    |
| 28.                | Quint      | 1 ⁄3′ |
| 29.                | Cymbel II  |       |
|                    | Tremulant  |       |

| Pedalwerk CD–f1 |           |     |
| 30.             | Sub Baß   | 16′ |
| 31.             | Octav Baß | 8′  |
| 32.             | Posaune   | 16′ |

- Koppeln: I/II, III/II, III/I, I/P, II/P, III/P

Anmerkungen
1. 1 2  C-h0 1 1⁄3′, ab c1 2 2⁄3′
2. ↑  C-h0 2′, ab c1 4′
3. ↑  1963 erweitert, ursprünglich bis g0